# Trikolonoi
Trikolonoi (in greco Τρικόλωνοι?) è un ex comune della Grecia nella periferia del Peloponneso di 1 260 abitanti secondo i dati del censimento 2001.
È stato soppresso a seguito della riforma amministrativa detta Programma Callicrate in vigore dal gennaio 2011 ed è ora compreso nel comune di Gortynia.

## Località
Trikonoloi è divisa nelle seguenti comunità (i nomi dei villaggi tra parentesi):
- Elliniko
- Palamari (Palamari, Psari)
- Pavlia
- Stemnitsa (Stemnitsa, Moni Agiou Ioannou Prodromou)
- Syrna (Syrna, Ano Kalyvia)